# Клари, Эудженио
Эудженио Клари (итал. Eugenio Clari; 9 сентября 1836, Сенигаллия, Папская область — 9 марта 1899, Париж, Франция) — итальянский куриальный прелат, папский дипломат и доктор обоих прав. Епископ Амелии с 25 сентября 1882 по 16 января 1893. Епископ Витербо и Тосканеллы с 25 сентября 1882 по 16 января 1893. Апостольский нунций во Франции с 24 октября 1896 по 9 марта 1899.